# Karatepe
Karatepe, in turco monte nero, è il nome di una collina fortificata della Turchia, nell'Anti-Tauro, sulla riva occidentale del Ceyhan (l'antico fiume Piramo), circa 22 km a Sud-Est del villaggio di Kadirli, nel vilāyet di Adana, ai confini della Cilicia orientale. La località è divenuta famosa per il ritrovamento di una dimora signorile fortificata.

## Il sito archeologico

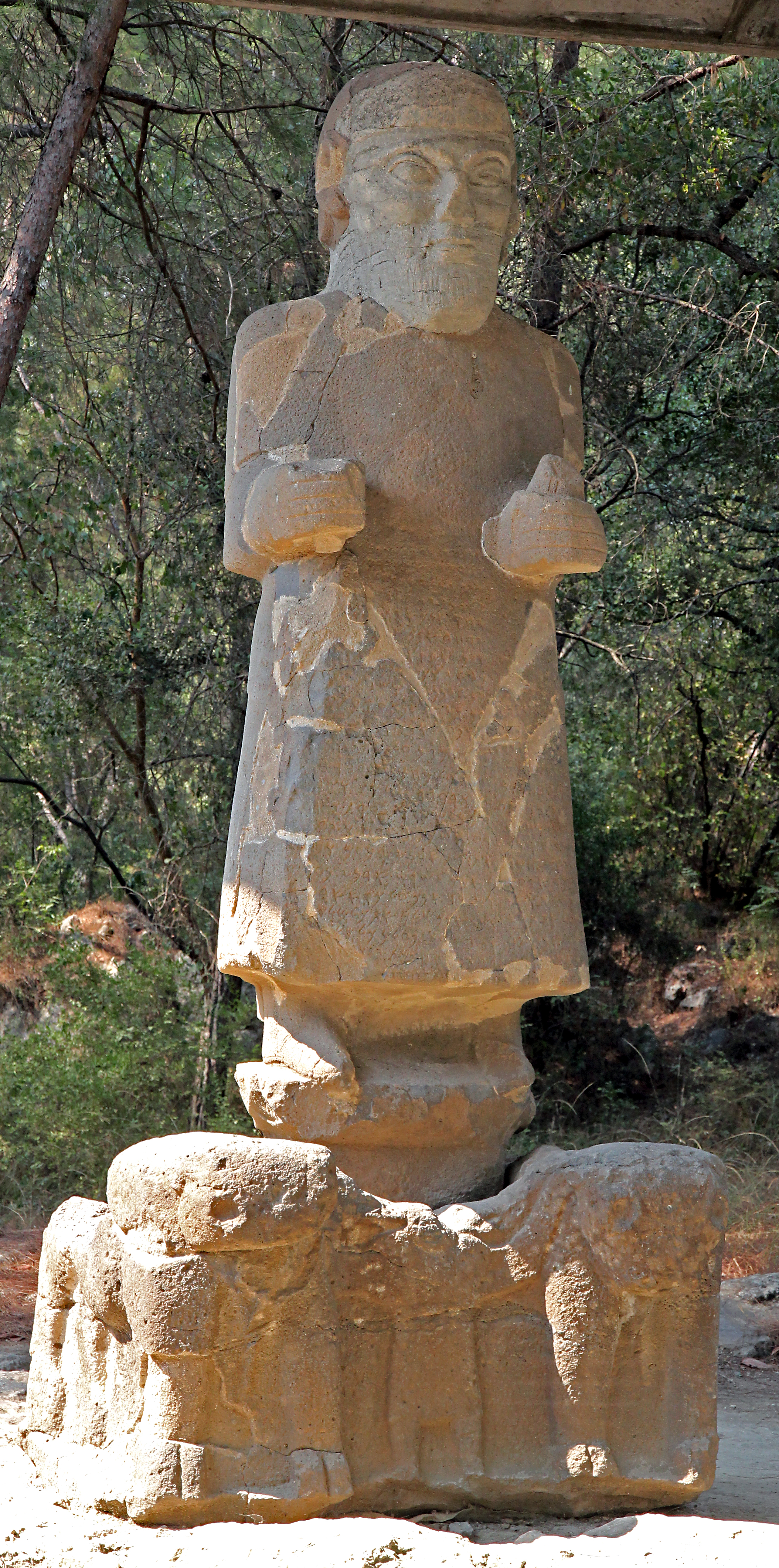
Karatepe, il dio Tarhunzas

### Tipologia
La collina racchiude le modeste rovine di un'antica casa-forte del VIII sec. a.C. che sarebbe appartenuta a un certo Asitawanda (o Azitawandas) identificato in uno dei re Etei del periodo IX-VIII sec. a.C., feudatario del dinasta Awarikus (o Avarikus) di Adana, ipoteticamente identificato, con verosimiglianza, all'Urikki, re di Cilicia, sottomesso dal re assiro Tiglatpileser III, nel 738 a.C.
Asitawanda scrisse di discendere dalla “casa di Mopso”, che, secondo la mitologia greca, sarebbe stato un indovino fratello di Anfiloco (fondatore di Mallo), al seguito della spedizione degli Argonauti, che fondò la città di Mopsuestia (la moderna Tkish) in Cilicia, distrutta dagli Assiri nel 700 a.C.
La dimora è caratterizzata da un possente circuito murario e due monumentali porte urbiche decorate con rilievi e iscrizioni.
Le iscrizioni sono un'importante epigrafe in cinque redazioni, tre fenicie e due in ittita geroglifico.
La parte alta del colle è chiusa in una figura geometrica poligonale, del perimetro di circa un chilometro, con mura dello spessore di circa quattro metri, rinforzate all'interno e all'esterno con blocchi di roccia, e guarnite da poderose torri rettangolari, disposte a piccoli intervalli, e da due bastioni che si prolungano in senso ortogonale ad esse.

### Ubicazione
L'insediamento fortificato si trova sulle pendici meridionali del Tauro, in un'area boscosa all'estremità nordoccidentale della pianura della Cilicia, a 125 km a nordest di Adana, 40 km ad est di Osmaniye, 21 km più ad est di Kadirli.
Azatiwataya è il nome della roccaforte che è emerso dalla decifrazione dei geroglifici luvi.
Molto probabilmente, la piccola fortezza fu costruita per dominare il fiume Ceyhan e controllare un'antica tratta carovaniera denominata Akyol (la via bianca).
Le carovane attraversavano questa via per recarsi dagli altopiani a sud fino ad Andırın, Göksu e Pınarbaşı. Sulla via commerciale viaggiavano prodotti finiti, lavorati nell'entroterra anatolico, come tessuti e metalli di valore come argento, rame, ferro e piombo.
Sul Tauro esistono ancora sentieri percorribili, tra i quali il più famoso è chiamato Passo di Gülek, un altro è quello che passa per Kozan e un altro ancora Andırın-Göksu-Pınarbaşı.

### Scoperta

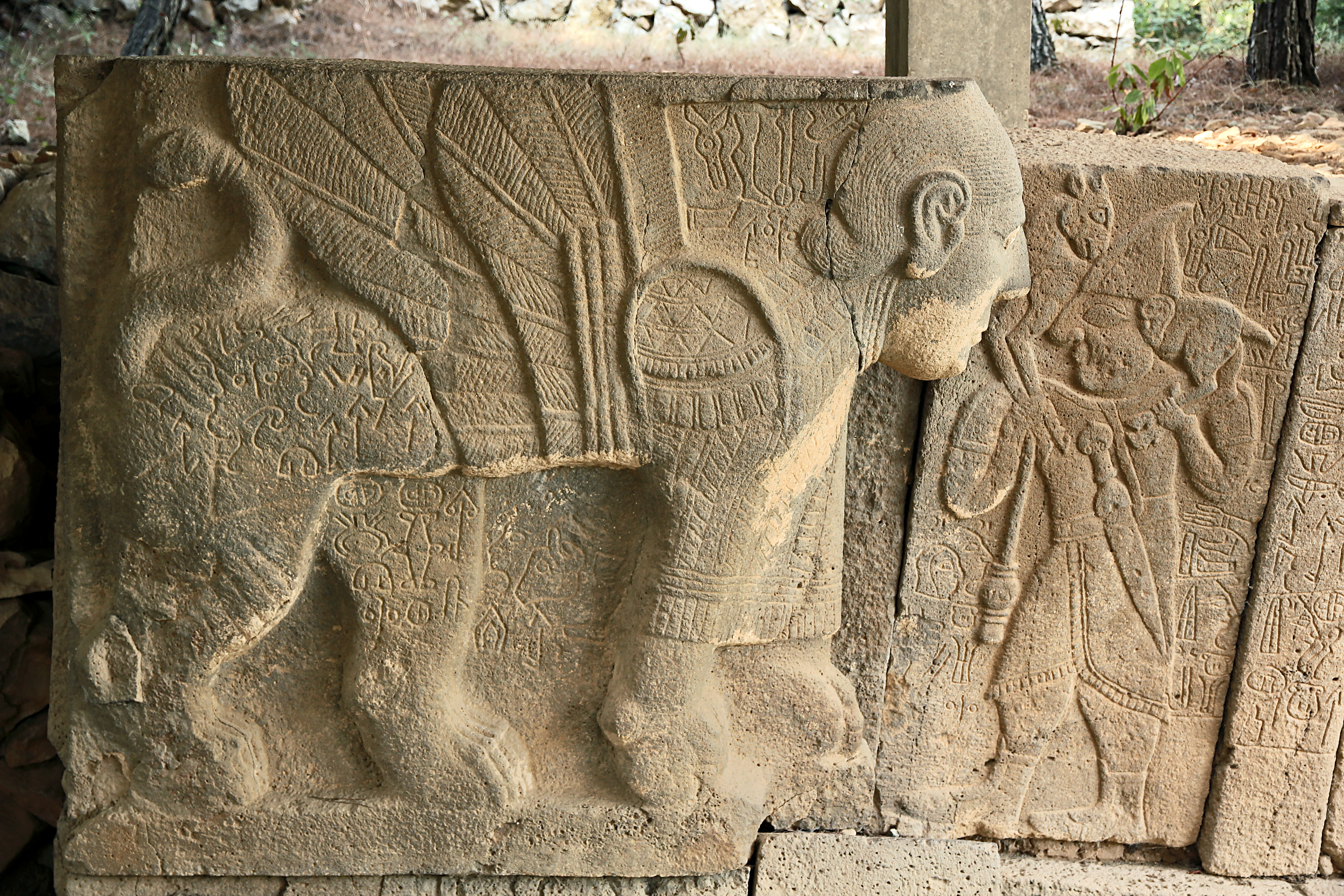
Bassorilievo rinvenuto nel sito di Karatepe raffigurante una sfinge e un cacciatore che porta un giovane cervo.

Come molte scoperte archeologiche anche quella di Karatepe fu fortuita.
Nel 1946, gli archeologi Helmuth Theodor Bossert e Halet Cambel vennero a sapere della cittadella fortificata ascoltando le indicazioni di alcuni pastori: 
I pastori del posto, saputo che eravamo degli studiosi di cose antiche, ci dissero di aver visto una testa di leone a Kadirli o a Karatepe. Passata la tempesta ci recammo là, e qui notammo che lungo i pendii era pieno di reperti.
Li abbiamo raccolti e assemblati per anni.
Non sempre si riusciva a ricomporre i pezzi. A volte ci avanza un pezzo in più, a volte ne mancava qualcuno. La notte pensavamo a come ricomporli, e quando capivamo, subito accendevamo le lampade a carburo di calcio e mettevamo assieme i frammenti.»
(Halet Cambel, Karatepe - Aslantas, Azatiwataya)

### Gli scavi

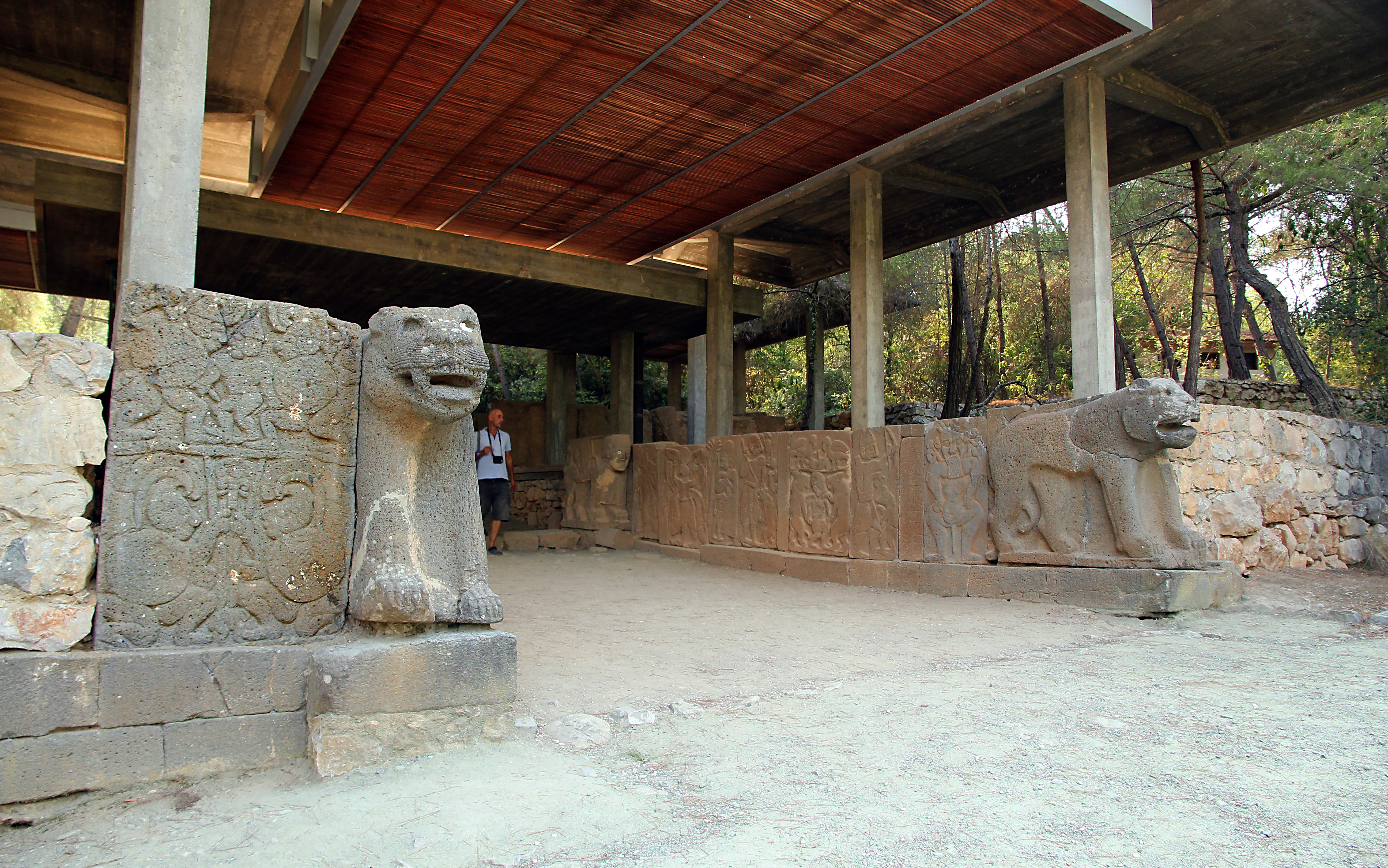
La copertura con tettoie di uno degli ingressi monumentali a Karatepe

I primi scavi iniziarono nel 1947 e durarono fino al 1956 e furono promossi dalla Facoltà di Lettere dell'Università di Istanbul insieme con la Direzione Generale dei Musei e Antichità di Ankara.
A condurre i lavori di scavo fu il professor Bossert, coadiuvato da Cambel e da altri assistenti.
Nel 1952 iniziò una paziente opera di restauro e di ricomposizione dei frammenti smembrati a cui collaborò, dall'Italia, l'Istituto Centrale del Restauro di Roma (l'attuale Istituto Superiore per la Conservazione e il Restauro, così ridenominato dal 2008).
Furono messi in atto importanti interventi e accorgimenti al fine di preservare l'integrità dei monumenti, tra cui la copertura con tettoie degli ingressi monumentali e di altre zone.

### Ritrovamenti notevoli
Da una attenta analisi del sito, fatta da Bossert e dai suoi assistenti, apparve subito come la cittadella avesse avuto breve vita. Alcuni rilievi apparivano appena intagliati e sbozzati; inoltre, le evidenti tracce di un incendio su molti reperti che portarono a ipotizzare una distruzione violenta del luogo.
Il ritrovamento successivo di pezzi di sculture frantumate, al termine di un pendio, confermò questa tesi: le sculture erano rotolate lungo il pendio e si erano danneggiate ulteriormente.

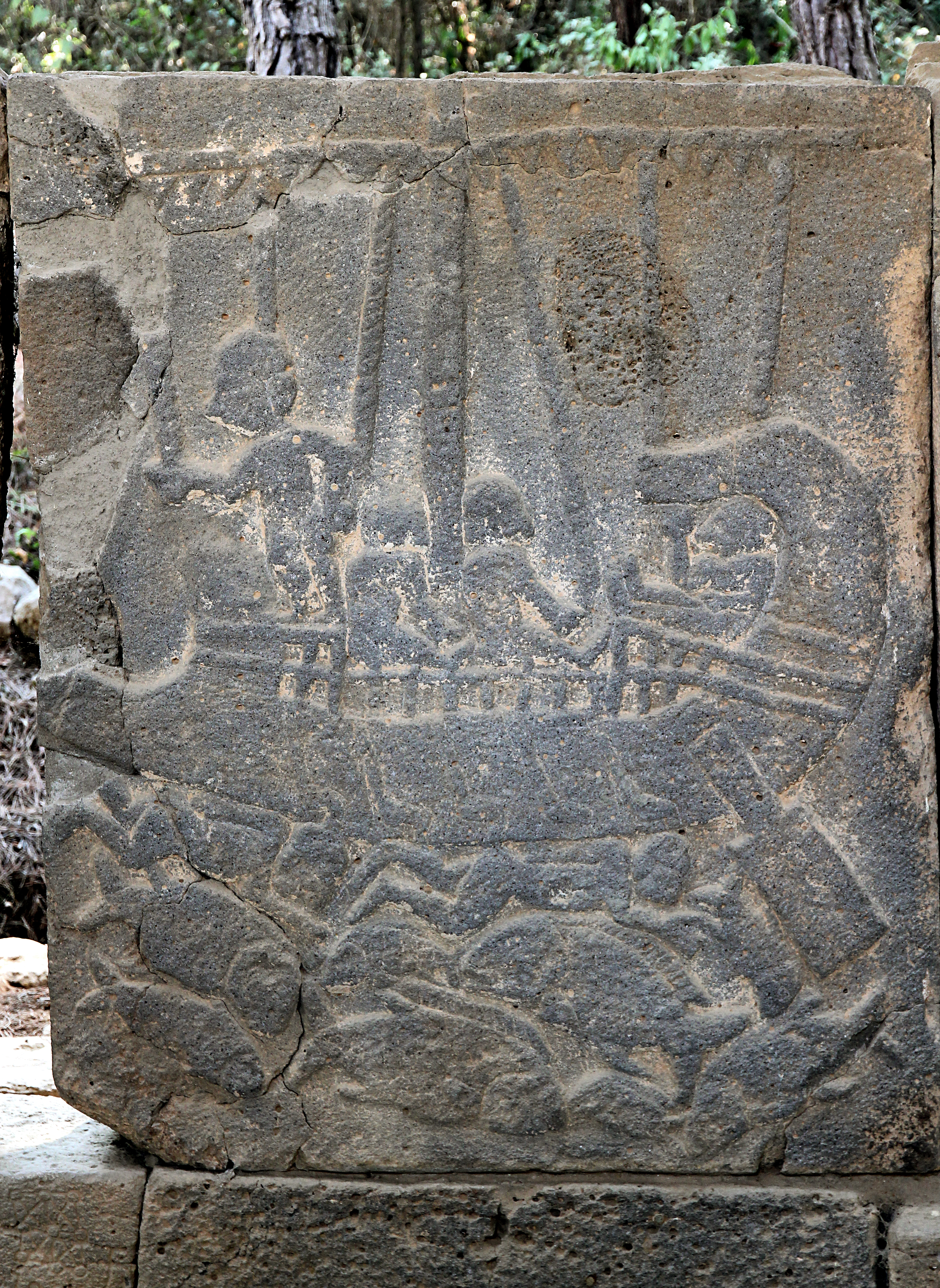
Nave con nemici morti in acqua e pesci

Le lastre di basalto scuro, a grana fine, poroso, come fu accertato, provenivano dalla riva opposta del Ceyhan dal colle di Domuztepe, ove furono trovati resti di un'altra città.
Le lastre, inoltre, presentavano profonde spaccature, segno della prolungata esposizione alle intemperie.
Furono rinvenuti bassorilievi e altorilievi con scene di caccia o di guerra, di cruda vivacità, molto notevoli. Ma anche momenti di vita familiare di Asitawanda e della sua sposa, con particolari di una festa con musici e la rappresentazione di un carro e di una nave in mare.
Altre immagini incise raffiguravano divinità mitologiche: sfingi, minotauri, demòni a forma di aquila. Ma anche divinità conosciute come l'egizio Bes o l'anatolico Tarhunzase e animali come leoni, cavalli, cervi, serpenti e uccelli.
I rilievi mostrarono da subito una simbologia con influenze del periodo tardo-Ittita, Aramaico, Assiro, Fenicio e Egiziano.

### Epigrafe bilingue
Karatepe costituì una delle più grandiose scoperte archeologiche del XX sec.
All'inizio degli scavi fu scoperto un lungo testo fenicio, di circa 1400 lettere, che costituisce finora la più lunga iscrizione semitica rinvenuta.
Esso è particolarmente significativo: un solo testo bilingue ripetuto con alcune varianti, due volte in geroglifici hittiti e tre volte in lingua fenicia.
Confrontando le due iscrizioni, gli archeologi hanno potuto comprendere meglio la scrittura e la lingua ittita attraverso i geroglifici, dei quali si conoscevano solo pochi segni, e contribuendo ad un incremento notevolissimo delle conoscenze sulla lingua.

## Il museo

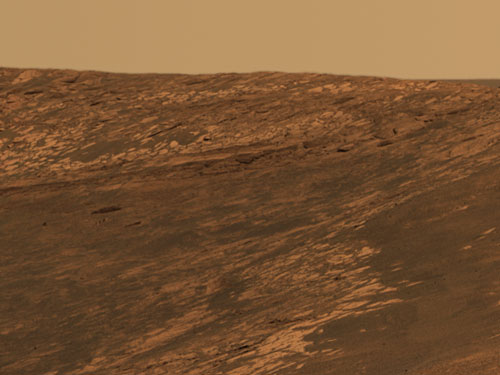
Immagine di Karatepe a colori (approssimati)

Agli inizi degli anni 60, il governo turco voleva trasferire gran parte dei reperti nel Museo Archeologico Nazionale di Istanbul, ma Halet Cambel si oppose fermamente, ottenendo la conservazione dei reperti in loco.
Cambel fu aiutata dal marito Nail Cakirhan, che realizzò il primo museo turco all'aperto su progetto dell'ingegnere Turgut Cansever.
Qui i manufatti ritrovati furono restaurati, installati nelle posizioni originarie, protetti ed esposti ai visitatori.
Accanto al museo all'aperto fu costruito in seguito un altro edificio a maggior protezione dei reperti più delicati.
Oggi il museo si chiama: Karatepe-Aslantaş Acık Hava Müzesi

## Curiosità
Endurance è un cratere situato sul pianeta Marte, che è stato esplorato dal rover Opportunity da maggio a dicembre 2004.
Dopo l'arrivo sul cratere, il rover effettuò un'analisi preliminare del cratere per permettere la pianificazione delle osservazioni. Per l'ingresso nel cratere fu scelta una zona chiamata Karatepe.

Il 16 e 17 ottobre 2018, nel Teatro Tordinona è stata rappresentata la commedia Karatepe Hotel a luci rosa scritta da Salvo Wurpless Stano con la regia di Francesco Fario. La  storia  della commedia si svolge in un elegante albergo della Puglia, Hotel Karatepe – nome che ricorda i fasti nuziali della omonima e leggendaria cittadella turca posta sulla riva del fiume Piramo – scelto per il matrimonio tra il figlio di uno sceicco e la figlia del più potente boss della mafia italo-americana..